# Stefaan Tanghe
Stefaan Tanghe (nascut el 15 de gener de 1972) és un exfutbolista flamenc de futbol professional.
Ha jugat al SV Roeselare. Tanghe nasqué en Kortrijk i feu el seu debut en el futbol professional en la temporada 1997-98 quan jugà per l'Excelsior Moeskroen. També ha jugat partits competitius pel FC Utrecht. I feu 9 aparicions en la selecció belga.

## Estadístiques
| temporada | club                | país | competició     | wed. | gols |
| --------- | ------------------- | ---- | -------------- | ---- | ---- |
| 1997/98   | Excelsior Moeskroen |      | Jupiler League | 18   | 4    |
| 1998/99   | Excelsior Moeskroen |      | Jupiler League | 32   | 12   |
| 1999/00   | Excelsior Moeskroen |      | Jupiler League | 31   | 11   |
| 2000/01   | FC Utrecht          |      | Eredivisie     | 24   | 6    |
| 2001/02   | FC Utrecht          |      | Eredivisie     | 33   | 11   |
| 2002/03   | FC Utrecht          |      | Eredivisie     | 32   | 7    |
| 2003/04   | FC Utrecht          |      | Eredivisie     | 30   | 9    |
| 2004/05   | FC Utrecht          |      | Eredivisie     | 30   | 6    |
| 2005/06   | FC Utrecht          |      | Eredivisie     | 11   | 1    |
| 2005/06   | Heracles Almelo     |      | Eredivisie     | 14   | 4    |
| 2006/07   | Heracles Almelo     |      | Eredivisie     | 30   | 3    |
| 2007/08   | KSV Roeselare       |      | Jupiler League | 14   | 3    |